# عيون الوادي
عيون الوادي قرية في منطقة حمص في محافظة حمص في سورية.